# Saint-Jurs
Saint-Jurs è un comune francese di 156 abitanti situato nel dipartimento delle Alpi dell'Alta Provenza della regione della Provenza-Alpi-Costa Azzurra. È compreso nel Parco Naturale Regionale del Verdon ed è collocato ai margini di un altopiano quasi totalmente occupato da campi di lavanda, il celebre plateau di Valensole.

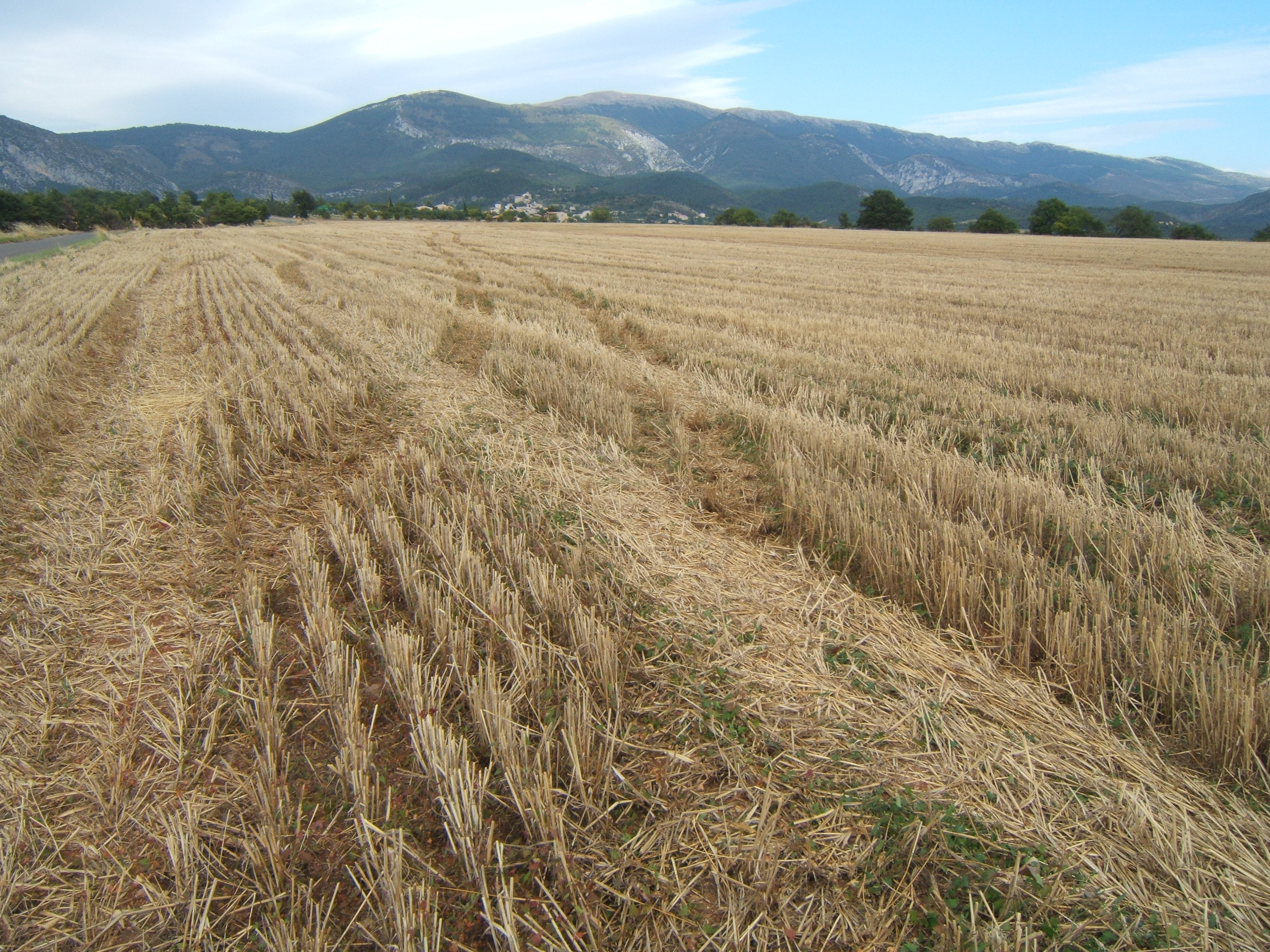
In secondo piano, il paese di Saint Jurs

## Società

### Evoluzione demografica
Abitanti censiti